# Johnny Wayne
Pour les articles homonymes, voir Wayne.
Johnny Wayne est un scénariste, acteur et compositeur canadien né le 28 mai 1918 à Toronto (Canada), décédé le 18 juillet 1990 dans la même ville.
Il forma le duo comique Wayne et Shuster avec Frank Shuster.

## Filmographie

### comme scénariste
- 1988 : Once Upon a Giant (TV) : Lester the Jester
- 1991 : The Wayne and Shuster Years (TV)

### comme acteur
- 1952 : The Wayne and Shuster Hour (série télévisée) : Co-Host
- 1954 : Wayne and Shuster (série télévisée) : Co-Host
- 1961 : Holiday Lodge (série télévisée) : Johnny Miller
- 1967 : One Hundred Years Young (TV)
- 1972 : The Pirates of Penzance (TV) : Presenter (New York)

### comme compositeur
- 1988 : Once Upon a Giant (TV)